# St. Antonius Einsiedler (Rottach)

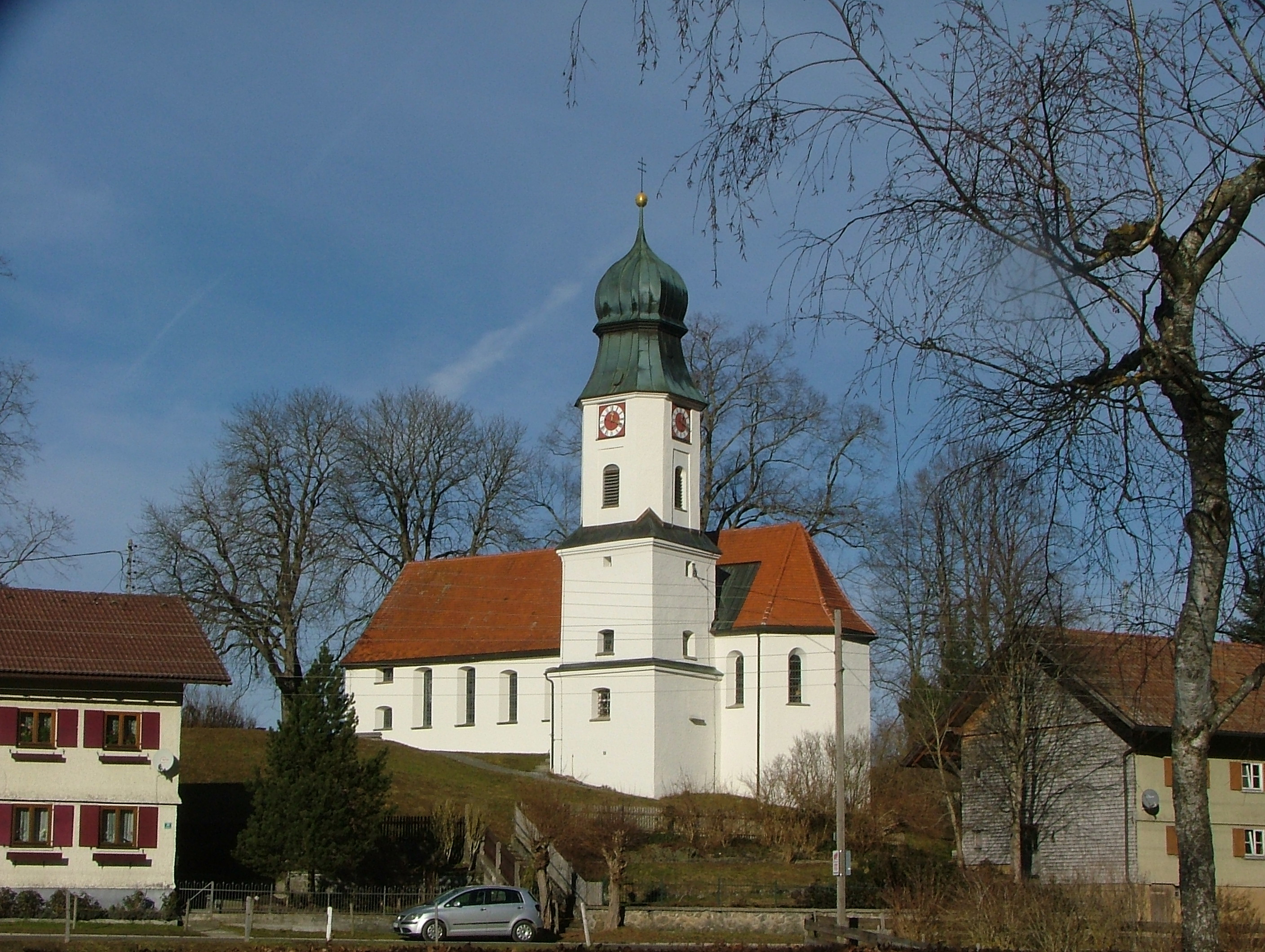
St. Antonius Einsiedler in Rottach

Die römisch-katholische Filialkirche St. Antonius Einsiedler steht in Rottach, einem Gemeindeteil von Rettenberg im schwäbischen Landkreis Oberallgäu von Bayern. Das Bauwerk ist in der Liste der Baudenkmäler in Rettenberg als Baudenkmal unter der Nr. D-7-80-137-30 eingetragen.

## Beschreibung
Das Langhaus der 1483 gebauten Saalkirche wurde 1827 nach Westen verlängert. Im Osten steht der eingezogene, dreiseitig geschlossene Chor, der Chorflankenturm an der Südwand des Chors, der um 1760 neu errichtet wurde. Dabei erhielt er ein achteckiges Obergeschoss, das die Turmuhr und den Glockenstuhl beherbergt, auf dem eine gestufte Zwiebelhaube sitzt. Den Innenräumen wurden 1756/57 Flachdecken eingesetzt. Die Fresken wurden 1912 von Oswald Völkel eingefügt. Der Hochaltar wurde um 1800 aufgestellt. Eine Statue der Maria wurde in der Nachfolge von Hans Multscher errichtet. Ein um 1760 gestalteter Jesus Christus wird Peter Heel zugeschrieben.